# Dovednosti pro 21. století
Dovednosti pro 21. století (anglicky 21st Century skills) zahrnují soubor dovedností, znalostí, pracovních návyků a kompetencí, které jsou považovány za nezbytné pro úspěch ve vzdělávání a zaměstnání ve společnosti 21. století. Do tohoto souboru patří schopnost rychle reagovat v měnícím se digitálním prostředí a rozvíjet kromě kognitivních dovedností i hodnoty a postoje. Dále tento soubor obsahuje komunikační dovednosti, informační a mediální gramotnost, a také schopnost spolupráce. Důraz je zde kladen také na rozvoj kritického myšlení, kreativity a řešení problémů. Dovednosti pro 21. století uvádí novou interpretaci obsahu a pojetí vzdělání s cílem poskytnout člověku vědění, dovednosti a kompetence potřebné v éře globalizace.

## Nová interpretace vzdělávání
Cílem myšlenkového proudu stojícího za Dovednostmi pro 21. století je redefinovat podobu vzdělávání tak, aby odpovídalo rychle se měnícímu světu 21. století.
Vzdělávání ve 20. století, někdy označované jako kurikulum minulosti, bylo zaměřeno na předávání již dosažených vědomostí. Školní vzdělávání a učení je v něm smysluplné samo o sobě. Předmětové znalosti jsou upřednostňovány více než mezi-předmětové vazby. Mezi jeho nedostatky patří také problematický přenos školního (akademického) vědění do mimoškolních kontextů. Striktní rozdělení školního a každodenního vědění vede k neschopnosti žáků uplatnit vědomosti a dovednosti získané ve škole v běžném životě. Pro učení a vzdělávání ve 21. století je podstatné mimo osvojování nových poznatků a jejich ukládání do paměti, především aktivní vytváření a sdílení nových vědomostí.
Potřeba změn ve vzdělávání v rámci Dovedností pro 21. století je ovlivněna také teoriemi o společnosti vědění a společnosti postindustriální. Významnou roli zde hrají změny v oblasti technologií, ekonomická konkurence, riziko sociální polarizace, demografický vývoj a proměny rodiny. Na tyto změny reaguje v České republice Strategie vzdělávací politiky do roku 2030, mezi jejíž hlavní cíle patří zaměřit vzdělávání více na získání kompetencí potřebných pro život a snížit vzdělanostní nerovnosti spravedlivějším přístupem ke vzdělání.
Na vytvoření nové koncepce vzdělávání mají také vliv požadavky zaměstnavatelů, proměna profesní struktury a trhu práce. Tyto oblasti jsou ovlivňovány trendem průmyslu 4.0, který je provázen zvýšenou mírou digitalizace a automatizace výroby. V důsledku toho vzniká potřeba zaměstnávat vysoce kvalifikované zaměstnance s přehledem v oblastech technického vzdělání.

## Rámce dovedností
Vymezení dovedností a kompetencí považovaných za dovednosti 21. století se může lišit podle jednotlivých rámců. Příklady mezinárodních rámců:

### P21
Rámec detailně popisující dovednosti, znalosti, které musí studenti v životě zvládnout.
- hlavní vyučovací předměty a témata 21. století
  - předměty: Světové jazyky, Ekonomika, Zeměpis, Historie, Občanská výchova, Věda, Umění.
  - témata: Globální uvědomělost, gramotnosti Občanská, Finanční, Environmentální a Zdraví.
  - příklady kompetencí: využívat dovednosti 21. století k řešení globálních problémů, pochopit roli ekonomiky ve společnosti, uvést příklady vlivu společnosti na životní prostředí, stanovit si cíle pro vlastní i rodinné zdraví

- učební a inovační dovednosti
  - témata: Kreativita a inovace, Kritické myšlení a řešení problémů, Komunikace a spolupráce
  - příklady kompetencí: využívat techniky pro generování nápadů, analyzovat jak na sebe jednotlivé části komplexního systému působí, efektivně komunikovat v různých prostředích

- informační, mediální a technologická gramotnost
  - témata: Informační gramotnost, Mediální gramotnost, ICT gramotnost
  - příklady kompetencí: využívat informace kreativně pro řešení daného problému, pochopit jak jsou mediální sdělení vytvářena a za jakým účelem, využívat digitální technologie, využívat komunikační nástroje a sociální sítě

- život a kariéra
  - témata: Pružnost a přizpůsobivost, Iniciativa a sebe-řízení, Sociální a mezikulturní dovednosti, Produktivita, Vedení
  - příklady kompetencí: schopnost adaptovat se na různé role a práce, stanovit si krátkodobé a dlouhodobé cíle, respektovat kulturní odlišnosti, být schopen pracovat v týmu s lidmi z rozdílných kultur, dosahovat stanovených cílů, inspirovat ostatní k podávání lepších výkonů

### KSAVE
Rámec kombinující znalosti, dovednosti, postoje, hodnoty a etiku.
- způsoby myšlení
  - témata: Kreativita a Inovace, Kritické myšlení, Naučit se učit se

- způsoby práce
  - témata: Komunikace, Spolupráce

- nástroje pro práci
  - témata: Informační gramotnost, ICT gramotnost

- život ve světě
  - témata: Občanství lokální a globální, Život a kariéra, Osobní a společenská zodpovědnost

### DeSeCo
Rámec OECD zaměřený na klíčové kompetence a jejich kombinace ve třech oblastech. Klíčové kompetence jsou u nás definované obecně jako znalosti, dovednosti a postoje žáka.
- využívej nástroje interaktivně
  - témata: využití jazyka, symbolů a textu, využití znalostí a informací v součinnosti s technologiemi
  - příklady kompetencí: využívat mluveného i psaného projevu v různých situacích, rozvoj čtenářské a matematické gramotnosti, schopnost vyhledávat informační zdroje, schopnost využívat možností digitálních technologií pro své cíle

- spolupracuj v rozmanitých skupinách
  - témata: Vztah s druhými, Kooperace, Řešení konfliktů
  - příklady kompetencí: respektovat hodnoty, respektovat postoje a názory druhých, schopnost vyjednávat, schopnost analyzovat problémy a zájmy jednotlivců

- jednej autonomně
  - témata: Práce v širším rámci, Životní plán a osobní cíle, Ochrana a prosazování vlastních práv a zájmů
  - příklady kompetencí: uvědomit si důsledky svých činů, definovat si svůj projekt a cíl, pochopit vlastní zájmy, schopnost navrhnout alternativní řešení